# Cezové

Vlajka Cézů

Cezové nebo z gruzínštiny Didové je jeden z původních kavkazských národů obyvajících území Dagestánu. Cezové se řadí mezi didoetské národy, spojené s historickým územím Didoetie. Jejich rodnou řečí je cezština, která se dědí ústní formou. Cezové jsou v 21. století kvůli dlouhodobému napojení na hospodářsky rozvinutější Avary vnímani jako jejich subetnikum.

## Charakteristika
Cezové patří k nejpočetnějším didoetským národům. Jejich domovinou je současný okres Cunta, západně od Bogoského hřebenu. Na rozdíl od ostatních didoetských národů (Bežtové, Hunzibové, Hinuchové, Chvaršiové) nejsou koncertovaní do jednoho údolí či obce. Ve středověku měli status strážčů Kadorského průsmyku (Minorsky, 1953). Gruzíni jim říkali Didové jako obyvatelům Didoetie. Význam slova Dido není znám, objevuje si již ve starověkých íránských/arabských kronikách v podobě Didúván či Dudán. Ve středověku a novověku byli hospodářsky orientovaní na Gruzíny. Prodávali vlnu, kůže, maso, sýr nebo vyráběli a prodávali pokrývku hlavy zvanou maudi. Nakupovali chléb, ovoce, řemeslné výrobky. Gruzíny ve 20. století postupně nahradili Avarové do té míry, že kontakt mezi Gruzíny, Cezi a dalšími didoetskými národy je v 21. století prakticky nulový. Vztahy s Gruzíny nebyly ideální, podobně jako nejsou ideální s Avary. U Cezů je pozorována postupná avarizace. Cezové vyčítají Avarům omezování v jejich snaze vydávat noviny a literaturu v cezském jazyce.
Celkový počet Cezů pravděpodobně nepřesahuje číslo 16 000. V samotném okrese Cunta se jejich počet pohybuje okolo 11 000. Zbytek Cezů žije na kutanách v nížinách, nebo ve větších městech Dagestánu, kde splývají s ostatními dagestánskými národy. Cezové jsou známí vysokou natalitou.
Jazyk Cezů cezština patří mezi severovýchodokavkazské jazyky a dále spadá mezi západní didojské jazyky. Některé zdroje berou již cezštinu jako dialekt avarštiny. S ostatními didoetskými národy se dorozumívají v avarštině i ruštině.
Oficiálním náboženstvím Cezů je sunnitský islám. Není věrohodně doloženo, kdy cezské kmeny konvertovaly k islámu. Postup šíření islámu byl pozvolný. U Cezů přetrvávají doposud silné pohanské zvyky. Oběti bohu dešti, bohu úrody – v obci Šajitli se dá v únoru vidět slavnost Igby, kult řeky, slunce, měsíce, kult bíleho kamene a další.
Život Cezů je typický pro všechny horské kavkazské kmeny (tzv. tukchumy), které se dále dělí na klany (tzv. tejpy). Jejich hlavní pracovní náplní je chov hospodářských zvířat. Cezové žijící na kutánách v nížinách Dagestánu se živí převážně jako stavební dělníci. Ženy se starají o děti a pracují v domácnosti. Jen málo Cezů dosáhlo na vysokoškolské vzdělání. Jejich elitu tvoří hlavně imámové.
Cez znaméná v cezštině orel.